# Arkanoid: Revenge of Doh
Arkanoid: Revenge of Doh (también conocido como Arkanoid 2) es un videojuego de tipo Breakout desarrollado y distribuido por Taito. Apareció, originalmente como arcade, en junio de 1987 y posteriormente fue convertido para distintos ordenadores.
- Datos: Q2459946